# Potere esecutivo

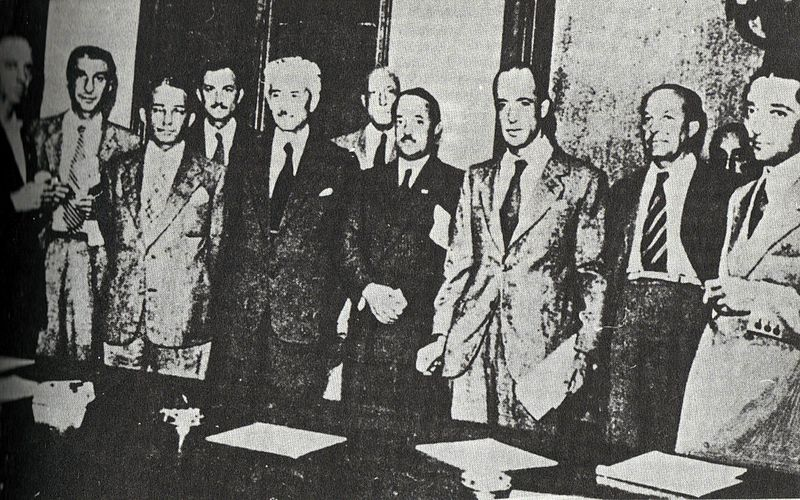
Governo Parri (1945)

Nelle scienze politiche, secondo il principio di separazione dei poteri dello Stato, il potere esecutivo, generalmente posseduto da un'istituzione denominata "governo" o "esecutivo", è in prima istanza il potere di far applicare e rispettare le leggi.

## Distinzione dagli altri poteri
Il Potere esecutivo è uno dei tre poteri, individuati dalla dottrina costituzionalistica nelle forme di governo moderne. L'esecutivo è distinto dal potere legislativo, che è il potere di fare le leggi (legiferare), e dal potere giudiziario che è invece il potere di giudicare ed eventualmente punire chi non rispetta le leggi. Tali poteri sono in genere riservati al sovrano in caso di monarchia assoluta.
In ambito democratico il potere esecutivo è esercitato da organi che eseguono le prescrizioni delle leggi e attuano in concreto le pubbliche finalità. La tutela del Governo, nell'esercizio di tali funzioni, risponde all'esigenza di governabilità, che le singole forme di governo bilanciano variamente con l'esigenza di rappresentatività propria delle assemblee elettive.

### Nell'ordinamento statunitense
L'articolo II della Costituzione degli Stati Uniti d'America conferisce il “potere esecutivo” al presidente, mediante la cosiddetta clausola di attribuzione (Vesting Clause). Un’interpretazione restrittiva afferma che il “potere esecutivo” descrive solo il potere di eseguire le leggi: essa collocherebbe gli atti così emanati dal Presidente ad un mero rango secondario, nella gerarchia delle fonti. 
Un’interpretazione più ampia sostiene che il “potere esecutivo” includa un residuo di poteri un tempo detenuti dalla Corona britannica, che sarebbero stati trasferiti al Presidente al momento della fondazione della Repubblica. Rivendicando l’esistenza di poteri impliciti al di là del testo della Costituzione scritta, un recente parere dell’Ufficio del Consigliere Legale del Dipartimento della giustizia degli Stati Uniti d'America afferma che “tale autorità è esercitata più comunemente nell’ambito delle relazioni estere. Ma esistono sacche di tale autorità intrinseca anche nella sfera domestica”: in questi casi ciò che è imputato direttamente alla responsabilità del Presidente (sotto forma per lo più di Executive order) assumerebbe rango primario, nella gerarchia delle fonti.
Il parere concorrente del giudice Robert Jackson nel caso Youngstown Sheet & Tube Co. v. Sawyer esprime la posizione della Corte suprema: il potere del presidente è massimo quando egli agisce in conformità con un’autorizzazione espressa o implicita del Congresso, perché allora possiede sia i suoi poteri costituzionali sia quelli delegati dal Congresso. È invece al suo “livello più basso” quando il presidente compie azioni che contrastano con la volontà espressa o implicita del Congresso. In tali casi, il presidente può “fare affidamento solo sui propri poteri costituzionali, in assenza di qualsiasi potere costituzionale del Congresso sulla questione”. Nei casi in cui il Congresso non si è espresso, spesso c’è una “zona grigia in cui [il presidente] e il Congresso possono avere autorità concorrente, o in cui la distribuzione dei poteri è incerta”.

### Nell'ordinamento italiano
Il potere esecutivo può talvolta svolgere funzioni di rango normativo primario: in Italia avviene con l'emanazione di decreti legge in situazioni di emergenza (che vanno poi approvati dal parlamento entro 60 giorni) o con i decreti legislativi delegati, attraverso i quali il governo agisce su incarico del Parlamento in riferimento a determinati ambiti. In questi casi il potere esecutivo si pone in rapporto dialettico non soltanto con il Parlamento, ma anche con il Capo dello Stato, che esercita il potere di firma in modo variamente incisivo.
In maniera analoga anche gli enti locali e le regioni (enti territoriali) esercitano il potere esecutivo per l'amministrazione locale a mezzo di sindaci, presidenti e organi collegiali quali le giunte.

## Il ruolo del potere esecutivo
I suoi compiti sono molteplici:
- fare rispettare l'ordine e la legge attraverso la gestione delle forze di polizia e dei penitenziari
- condurre la politica estera dello Stato
- dirigere le forze militari
- dirigere i servizi pubblici e la pubblica amministrazione.

Il rapporto del Governo con la pubblica amministrazione è oggetto di configurazioni divergenti: per Sabino Cassese, "il governo da parte di un’oligarchia per conto del popolo, quello che chiamiamo democrazia, ha bisogno di strumenti per la realizzazione delle politiche pubbliche proposte all’elettorato e da questo approvate con le votazioni [...] Un braccio forte deve assicurare l’attuazione delle decisioni degli eletti dal popolo [...] Di qui l’importanza fondamentale per il successo della democrazia, della conformazione dell’esecutivo [...] La scarsa attenzione per l’aspetto esecutivo è stata causa dell’astrattezza di molte riflessioni sulla democrazia”. Per Claudio Petruccioli, invece, «il cardine fra “area rappresentativa” e “area non rappresentativa” è quello che chiamiamo ordinariamente “governo”. Le trasformazioni e le innovazioni di vario tipo che stanno investendo le nostre società accrescono funzioni e importanza di quel cardine, del “raccordo” (...) l’area rappresentativa come quella non rappresentativa dello Stato possono in tal modo disporre di una facile testa di turco. Le inadeguatezze dell’una e dell’altra vengono scaricate sul “raccordo” che non funziona, non è all’altezza: accusato di incapacità nel tradurre coerentemente le disposizioni e gli input che gli vengono dalla “rappresentanza” – cioè dalla politica – e nello stesso tempo di voler far prevalere gli arbitrii della politica sulle rigorose competenze “super partes” dell’amministrazione».

### In Italia
Secondo la Corte costituzionale italiana, lo "scopo di garantire la stabilità del governo del Paese e di rendere più rapido il processo decisionale, (...) costituisce senz’altro un obiettivo costituzionalmente legittimo", ma va conseguito mediante un "bilanciamento degli interessi costituzionalmente rilevanti". La dottrina ha letto la sentenza come affermazione dell'impegno della Corte a garantire "quell’equilibrio che, nella forma di governo parlamentare, dovrebbe sempre sussistere tra Parlamento e Governo, e quindi tra rappresentatività e governabilità": si tratta di un equilibrio funzionale al principio pluralistico.
La cosiddetta "governabilità" del sistema - richiesta affermatasi a livello economico nel 1975 con un rapporto della Trilateral Commission, ma già presente nell'ordine del giorno Perassi all'Assemblea costituente - è quindi un'esigenza imprescindibile, ma non può prevalere su diritti fondamentali equiordinati o sull'equilibrio costituzionale tra i poteri. La giuridicità di un ordinamento non può infatti "coniugarsi con l'idea che la necessità di elaborazione di schemi che soddisfino le esigenze di governabilità possa tutto giustificare o spiegare. La repubblica non esiste al di fuori, o al di sopra, del diritto, e le supreme potestà dell'ordinamento che essa esprime esistono solo in quanto giuridicamente istituite e regolate, nel senso di forza regolata dal diritto".